# توم بلاك (كرة سلة)
توم بلاك (بالإنجليزية: Tom Black)‏ مواليد 9 يوليو 1941، هو لاعب كرة سلة أمريكي معتزل. بدأ مسيرته الاحترافية في سنة 1964. تم اختياره من قبل فريق واشنطن ويزاردز خلال الدرافت. يبلغ طوله 6 قدم 10 بوصة (2.1 م). اعتزل اللعب في 1971. أحرز خلال مسيرته في الإن بي إيه 299 نقطة بمعدل 4.2 نقاط في المباراة الواحدة. لعب مع سياتل سوبرسونيكس وسكرامنتو كينغز.

## روابط خارجية
- توم بلاك على موقع إن بي أي (الإنجليزية)
- توم بلاك على موقع سبورتس رفرنس (الإنجليزية)
- توم بلاك على موقع كلية كرة السلة في سبورتس رفرنس.كوم (الإنجليزية)
- توم بلاك على موقع ريلجم (الإنجليزية)
- توم بلاك على موقع بروبوليرز (الإنجليزية)